# Gymnastique aux Jeux du Commonwealth
Les compétitions de gymnastique font partie du programme des Jeux du Commonwealth pour la première fois lors de l'édition de 1978 à Perth.

## Éditions
| Édition | Ville      | Pays             |
| ------- | ---------- | ---------------- |
| 1978    | Perth      | Australie        |
| 1990    | Auckland   | Nouvelle-Zélande |
| 1994    | Victoria   | Canada           |
| 2002    | Manchester | Angleterre       |
| 2006    | Melbourne  | Australie        |
| 2010    | New Delhi  | Inde             |
| 2014    | Glasgow    | Écosse           |
| 2018    | Gold Coast | Australie        |
| 2022    | Birmingham | Angleterre       |

## Médailles par pays
Mis à jour après les Jeux de 2022
| Rang  | Nation           | Or  | Argent | Bronze | Total |
| ----- | ---------------- | --- | ------ | ------ | ----- |
| 1er   | Canada           | 58  | 53     | 45     | 156   |
| 2e    | Australie        | 51  | 48     | 52     | 151   |
| 3e    | Angleterre       | 45  | 40     | 31     | 116   |
| 4e    | Chypre           | 11  | 5      | 11     | 27    |
| 5e    | Malaisie         | 5   | 12     | 14     | 31    |
| 6e    | Écosse           | 3   | 3      | 8      | 14    |
| 7e    | Pays de Galles   | 2   | 10     | 4      | 16    |
| 8e    | Nouvelle-Zélande | 2   | 0      | 9      | 11    |
| 9e    | Afrique du Sud   | 1   | 3      | 4      | 8     |
| 10e   | Irlande du Nord  | 1   | 1      | 0      | 2     |
| 11e   | Inde             | 0   | 1      | 2      | 3     |
| 11e   | Singapour        | 0   | 1      | 2      | 3     |
| Total | Total            | 179 | 177    | 182    | 538   |